# VLR
VLR (англ. Visitors Location Register) — тимчасова база даних абонентів, які знаходяться в зоні дії певного MCS (Центр Мобільної Комутації). Кожна базова станція в мережі приписана до певного VLR, так що абонент не може бути присутнім в декількох VLR одночасно.
Дані, збережені в VLR, беруться як з HLR, так із с самої мобільної станції. На практиці, для збільшення продуктивності, більшість виробників (вендорів) інтегрують базу VLR в комутатор (V-MSC) або з'єднують VLR з MSC через виділений інтерфейс.
Збережені в VLR дані включають:
- IMSI (ідентифікаційний номер абонента)
- дані аутентифікації
- MSISDN (телефонний номер абонента)
- перелік доступних абоненту GSM сервісів
- точку доступу для GPRS (APN)
- адресу HLR, в якій зберігаються дані на абонента

## ЕлементиGSM Core Network, пов'язані з VLR
VLR пов'язаний з такими елементами:
- MSC — для надання даних, необхідних ряду процедур, наприклад аутентифікації або встановленню з'єднання
- HLR — для отримання даних про абонента, що знаходиться в зоні дії даного VLR
- інші VLR — для передачі тимчасових даних про абонента під час його переходу між зонами дії різних VLR (наприклад, TMSI — тимчасовий ідентифікатор, на зразок IMSI, використовуваний у процесі комунікації)

## Функції
Основні функції VLR:
- сповіщати HLR, що абонент з'явився в зоні дії, що обслуговується даними VLR
- відслідковувати знаходження абонента всередині зони дії даного VLR (з точністю до Location Area) в період, коли абонент не робить дзвінків
- виділяти роумінгові номери (roaming numbers) у процесі встановлення вхідного виклику
- видаляти дані про абонента якщо він стає неактивним в зоні дії даного VLR. VLR видаляє дані після закінчення певного часу неактивності та інформує про це HLR (наприклад, коли абонент вимкнув телефон або пропав із зони дії мережі на тривалий проміжок часу)
- видаляти дані про абонента при його переміщенні в зону дії іншого VLR.